# Ash Ketchum
Ash Ketchum, noto come Satoshi (サトシ?) in Giappone, è un personaggio del franchise di Pokémon di proprietà di Nintendo, Game Freak e Creatures. È stato il protagonista dell'anime di Pokémon per le sue prime 25 stagioni, così come di diverse serie manga. In giapponese, il personaggio è doppiato da Rica Matsumoto. Ash è un giovane ragazzo che viaggia con diversi compagni, con l'obiettivo di realizzare il suo sogno di diventare un Maestro di Pokémon; la sua formazione di Pokémon cambia costantemente nel corso della serie, con Pikachu, il primo Pokémon di Ash, che ne è l'unico membro in pianta stabile. Ash è vagamente basato su Rosso, il personaggio giocante dei giochi di prima generazione Pokémon Rosso e Blu. Satoshi Tajiri, il creatore di Pokémon, ha detto che Ash rappresenta l'«aspetto umano» della serie e che Ash riflette come lui stesso era da bambino.
Ash è stato criticato per essere bloccato in un "presente perpetuo", così come per la sua prolungata incapacità di vincere molte delle principali competizioni della Lega Pokémon della serie. Tuttavia, anche la sua longevità e tenacia sono state accolte positivamente e il suo personaggio ha ricevuto attenzione per aver insegnato lezioni importanti e riconoscibili ai bambini. Ash è diventato infine Campione della Lega di Alola in Pokémon: Serie Sole e Luna - Ultraleggende e Campione del Mondo in Pokémon: Serie Esplorazioni Super.
Grazie all'enorme popolarità, successo e longevità della serie anime di Pokémon in tutto il mondo sin dal suo debutto, Ash è diventato uno dei personaggi più conosciuti e riconoscibili di tutti i tempi. È considerato un'icona della cultura pop e un personaggio di punta dell'ondata di anime alla fine degli anni 1990. È stato ampiamente utilizzato nel merchandise della serie.

## Concezione e design
Ash è stato ideato da Atsuko Nishida e prende il suo nome dal creatore della serie Satoshi Tajiri. Il personaggio è stato pensato per rappresentare come era Tajiri da bambino, ossessionato dalla cattura di insetti. Durante la localizzazione per il pubblico nordamericano, il nome del personaggio è stato cambiato nell'anime in "Ash Ketchum", il primo nome preso da uno dei possibili predefiniti che i giocatori potevano selezionare per il personaggio giocante in Pokémon Rosso e Blu; il cognome si collega inoltre allo slogan della serie, "Gotta catch 'em all!" ("Acchiappali tutti!" in italiano). È vagamente basato su Rosso, il personaggio giocante di Pokémon Rosso e Blu.
Tajiri ha messo a confronto in un'intervista le reazioni del pubblico giapponese e statunitense alla serie: i consumatori giapponesi si sono concentrati sul personaggio di Pikachu, mentre gli statunitensi hanno acquistato più articoli su Ash e Pikachu, il suo Pokémon, insieme. Ha affermato di ritenere che il personaggio rappresentasse l'aspetto umano del franchise, ed era quindi una necessità. Al personaggio è stato assegnato un rivale chiamato Gary Oak (Shigeru Okido nella versione giapponese, in onore dell'idolo/mentore di Tajiri Shigeru Miyamoto), vagamente basato sul rivale di Rosso, Blu. In un'intervista Tajiri ha notato il contrasto tra i rapporti dei personaggi nei giochi e nell'anime; mentre nei giochi erano rivali, nell'anime Shigeru rappresentava il maestro di Satoshi. Quando gli è stato chiesto se Satoshi avrebbe eguagliato o superato Shigeru, Tajiri ha risposto «No! Mai!» Il design del personaggio di Ash è stato inizialmente supervisionato da Sayuri Ichishi, sostituito da Toshiya Yamada durante la serie dell'anime Diamond & Pearl. Ash ha ricevuto un restyling nella serie Best Wishes!, che includeva iridi marroni più grandi. Nella serie XY, ha ricevuto piccole modifiche, come una riduzione delle dimensioni delle "voglie" a forma di fulmine sulle sue guance. Ash ha ricevuto un'importante revisione del design per la serie anime Sun & Moon.

### Doppiaggio
In Giappone, Rica Matsumoto ha fornito la voce originale giapponese di Ash dall'inizio della serie. Matsumoto ha evidenziato un'esperienza passata in cui ha registrato un messaggio interpretando il personaggio per un bambino ricoverato in ospedale, che secondo lei l'ha fatta sentire «più consapevole del lavoro che stavo portando avanti». Ciò l'ha portata a cambiare il suo approccio nel dare voce al personaggio. Il suo ruolo è stato considerato altamente iconico. Matsumoto ha doppiato Ash come un personaggio gentile e ha dichiarato di non essersi allontanata da quella rappresentazione nella sua interpretazione, anche in circostanze speciali. Hana Takeda ha doppiato brevemente il personaggio in Pokémon: Serie Esplorazioni, interpretando Ash quando era un bambino.
Per il doppiaggio inglese a cura di 4Kids Entertainment, Veronica Taylor ha dato la voce ad Ash nelle prime otto stagioni dell'anime Pokémon.

## Apparizioni

### Nell'anime
Ash appare per la prima volta nel primo episodio dell'anime, L'inizio di una grande avventura. L'episodio si svolge nel giorno del decimo compleanno di Ash quando si sveglia tardi per ricevere il suo primo Pokémon, con il risultato che il Professor Oak regala ad Ash un Pikachu ribelle. Ash e Pikachu legano dopo che Pikachu salva Ash da uno stormo di Spearow arrabbiati, e i due diventano amici stretti. Ash è il personaggio principale di ogni serie dell'anime fino a Orizzonti Pokémon: La serie.
Ash viaggia con molti compagni di viaggio nel corso della serie, a cominciare dai personaggi di Brock e Misty nella serie originale. I suoi compagni tendono a variare nel corso della serie, così come i suoi Pokémon, con Ash che tende a lasciare la maggior parte dei suoi Pokémon (escluso Pikachu) alle cure di Oak quando visita una nuova regione. Ash entra inoltre in conflitto con l'organizzazione criminale del Team Rocket, principalmente sotto forma del trio formato da Jessie, James e dal loro Meowth parlante. Sebbene il trio sia principalmente raffigurato come un comic relief, spesso escogitano piani per tentare di catturare Pikachu e inviarlo al loro capo, Giovanni. Ash si scontra spesso anche con personaggi "rivali", come il suo ex migliore amico d'infanzia, Gary Oak.
L'obiettivo principale di Ash è diventare un "Maestro di Pokémon" e, di conseguenza, tenta spesso di vincere la Lega Pokémon (una competizione tra gli allenatori più forti di una determinata regione) in qualunque regione si trovi. Sebbene i suoi tentativi siano solitamente infruttuosi, alla fine è riuscito a diventare un Campione regionale in Pokémon: Serie Sole e Luna - Ultraleggende, venendo in seguito classificato come "Monarca" del Torneo mondiale per l'incoronazione in Pokémon: Serie Esplorazioni Super, detronizzando Dandel e venendo riconosciuto come l'allenatore di Pokémon più forte al mondo. Ha anche sconfitto con successo tutti Assi Lotta del Parco Lotta in Pokémon: Battle Frontier ed è diventato allenatore onorato delle Isole Orange in Pokémon - Oltre i cieli dell'avventura.

### Nei videogiochi e nei manga
Ash è apparso in Pokémon Puzzle League, in qualità di personaggio giocabile principale del gioco. Nella demo di Pokémon Sole e Luna, il giocatore riceve una lettera da Ash, insieme al suo Greninja, che è in grado di assumere la sua forma "Ash-Greninja" attraverso la sua abilità Morfosintonia. Ash fa anche un cameo nel Supermarket Affaroni abbandonato nel gioco principale, dove una foto sfocata di lui e del suo Pikachu è appesa su un muro nella stanza sul retro. Nel gacha Pokémon Masters EX è stato reso disponibile, per un periodo limitato di tempo e in occasione del terzo anniversario del gioco, il banner Mastergala ad egli dedicato, nel quale è accoppiato con Pikachu.
Ash è apparso nelle serie manga Dengeki! Pikachu e Satoshi to Pikachu, che seguono trame simili all'anime principale. L'autore del manga Toshihiro Ono ha citato Ash come uno dei suoi personaggi preferiti da disegnare per la serie, affermando: «Voglio fare un viaggio con Misty proprio come lui! (E dimenticarmi del lavoro, dell'affitto, ecc.)».

## Accoglienza
Il libro The Japanification of Children's Popular Culture ha citato Ash come un esempio di identificazione culturale. Sono stati inoltre sottolineati crescita e sviluppo del personaggio nel corso dell'anime. UGO.com ha inserito Ash al quindicesimo posto nella lista dei caschi e copricapi eccezionali presenti nei videogiochi, affermando: "Amarlo o odiarlo, voi tutti conoscete Ash per il suo berretto rosso e bianco". Il Guinness Book of World Records 2011 Game Edition lo ha classificato trentasettesimo tra 50 personaggi dei videogiochi preferiti dai lettori. Jian DeLeon del magazine Complex lo ha elencato al diciassettesimo posto nella lista dei 25 personaggi di anime più alla moda, dichiarando: «Il primo abito di Ash era senza dubbio il migliore e il più memorabile». Tuttavia, il personaggio è stato criticato da IGN, in quanto non cresce nel corso della serie e per l'ambiguità relativa al padre.

### Controversia della Lega di Kalos
Il 18 agosto 2016, l'episodio della serie XYZ L'ora della combattuta conclusione! (「カロスリーグ優勝！ サトシ頂上決戦！！」, Karosurīgu yūshō! Satoshi chōjō kessen) ha ricevuto diverse critiche da parte dei fan a seguito della sconfitta di Ash alla lega di Kalos contro Alan. I fan hanno criticato l'episodio a causa di alcuni trailer fuorvianti che avrebbero suggerito la vittoria di Ash a seguito delle sconfitte subite nelle leghe Pokémon passate. Inoltre, i fan hanno criticato il risultato, in quanto in molti credevano che il Greninja di Ash fosse avvantaggiato per diversi motivi sul Charizard di Alan, a partire dal tipo Acqua che è superefficace sul tipo Fuoco (nonostante MegaCharizard X perda questa debolezza grazie al tipo Drago), e che il legame di Greninja con Ash gli permettesse di sbloccare una forma definita all'interno dell'anime molto più forte di una tradizionale megaevoluzione. Anche diversi animatori della serie hanno espresso il loro disappunto sulla sconfitta di Ash. Il canale YouTube di TV Tokyo ha caricato il teaser dell'episodio successivo ricevendo un grande numero di non mi piace a seguito del risultato dell'incontro.